# Tony Hawk
Tony Hawk, właśc. Anthony Frank Hawk (ur. 12 maja 1968 w Carlsbad, Kalifornia) – amerykański skater. Jako pierwszy na świecie wykonał obrót o 900 stopni i poprawnie wylądował.
W 1998 rozpoczął współpracę z firmą Activision, ta zaś stworzyła serię gier o jeździe na deskorolce sygnowaną jego nazwiskiem – Tony Hawk’s. Pierwsza gra z serii nazywała się Tony Hawk’s Skateboarding, występuje w niej nie tylko nazwisko, ale także podobizna Hawka. Gra szybko stała się popularna i powstały kolejne części.
Po premierze gry stał się powszechnie znany i zaczął brać udział w reklamach wielu firm, m.in. Apple Computer oraz Domino’s Pizza. Występował także w programach telewizyjnych takich jak Rocket Power, Simpsonowie, Max Steel, Zeke i Luther czy Nie ma to jak hotel oraz filmach Jackass: Świry w akcji, Dogtown and Z-Boys, Gleaming the Cube, The new guy, Akademia Policyjna 4 i Deck Dogz.
Do 2004 wykonał wiele historycznych trików i wygrał ponad 80 zawodów. Jako pierwszy w historii jazdy na deskorolce, w 1999 na zawodach X Games, wykonał po 11 nieudanych próbach obrót o 900° (2,5 obrotu wokół własnej osi). W 2003 po raz pierwszy na świecie wykonał 360 Varial McTwist, w którym skater robi obrót o 540°, a deska o 900°.
Od nazwiska (ang. hawk – „jastrząb”) powstało jego przezwisko – birdman („człowiek-ptak”). Również dlatego powstała seria limitowanych decków „Falcon” (ang. falcon – „sokół”) z podobizną ptaka.
Wielokrotnie powtarzał trick deskorolkowy 900. W 2016 wykonał go kolejny raz, w wieku 48 lat.

## Filmografia
- Skateboard jako on sam[6]
- 3000 miles with Bam and Hawk jako on sam
- Akademia policyjna 4
- Dogtown and Z-Boys
- Nowy jako on sam
- Gleaming the Cube
- Jackass: Świry w akcji
- Rocket Power
- Simpsonowie
- Viva La Bam jako on sam
- Nie ma to jak hotel jako on sam
- Zeke i Luther jako on sam
- So Random! jako on sam
- xXx
- Drake i Josh jadą do Hollywood jako on sam
- Chłopaki z baraków: Chłopaki opuszczają baraki USA jako on sam
- Harmidom w realu jako on sam